# La Garnache
La Garnache est une commune française située dans le département de la Vendée, en région Pays de la Loire. Aujourd'hui petite ville d'un peu plus de 5 000 habitants, elle fut jusqu'aux guerres de Religion des XVIe et XVIIe siècles, une seigneurie redoutée, et la ville la plus importante de la région.

## Géographie

### Localisation
Le territoire municipal de La Garnache s'étend sur 6 052 hectares. L'altitude moyenne de la commune est de 27 mètres, avec des niveaux fluctuant entre 8 et 52 mètres,.
La commune est située dans le nord-ouest de la Vendée, à environ 40 km de La Roche-sur-Yon, 50 km de Nantes, 4 km de Challans et 35 km de Noirmoutier.
La Garnache se situe en bordure du Marais breton vendéen.

### Climat
Pour des articles plus généraux, voir Climat des Pays de la Loire et Climat de la Vendée.
En 2010, le climat de la commune est de type climat océanique franc, selon une étude du CNRS s'appuyant sur une série de données couvrant la période 1971-2000. En 2020, Météo-France publie une typologie des climats de la France métropolitaine dans laquelle la commune est exposée à un climat océanique et est dans la région climatique  Bretagne orientale et méridionale, Pays nantais, Vendée, caractérisée par une faible pluviométrie en été et une bonne insolation.
Pour la période 1971-2000, la température annuelle moyenne est de 12,2 °C, avec une amplitude thermique annuelle de 13,3 °C. Le cumul annuel moyen de précipitations est de 803 mm, avec 12,4 jours de précipitations en janvier et 6,2 jours en juillet. Pour la période 1991-2020, la température moyenne annuelle observée sur la station météorologique de Météo-France la plus proche, « Saint-Même-le-Tenu », sur la commune de Machecoul-Saint-Même à 11 km à vol d'oiseau, est de 12,7 °C et le cumul annuel moyen de précipitations est de 866,4 mm,. Pour l'avenir, les paramètres climatiques de la commune estimés pour 2050 selon différents scénarios d'émission de gaz à effet de serre sont consultables sur un site dédié publié par Météo-France en novembre 2022.

## Urbanisme

### Typologie
Au 1er janvier 2024, La Garnache est catégorisée bourg rural, selon la nouvelle grille communale de densité à sept niveaux définie par l'Insee en 2022.
Elle appartient à l'unité urbaine de La Garnache, une unité urbaine monocommunale constituant une ville isolée,. Par ailleurs la commune fait partie de l'aire d'attraction de Challans, dont elle est une commune de la couronne,. Cette aire, qui regroupe 12 communes, est catégorisée dans les aires de moins de 50 000 habitants,.

### Occupation des sols
L'occupation des sols de la commune, telle qu'elle ressort de la base de données européenne d’occupation biophysique des sols Corine Land Cover (CLC), est marquée par l'importance des territoires agricoles (89,6 % en 2018), en diminution par rapport à 1990 (93,5 %). La répartition détaillée en 2018 est la suivante : 
terres arables (44,6 %), zones agricoles hétérogènes (22,8 %), prairies (22,2 %), zones urbanisées (6,1 %), forêts (1,6 %), zones industrielles ou commerciales et réseaux de communication (1,1 %), espaces verts artificialisés, non agricoles (1 %), eaux continentales (0,5 %). L'évolution de l’occupation des sols de la commune et de ses infrastructures peut être observée sur les différentes représentations cartographiques du territoire : la carte de Cassini (XVIIIe siècle), la carte d'état-major (1820-1866) et les cartes ou photos aériennes de l'IGN pour la période actuelle (1950 à aujourd'hui).

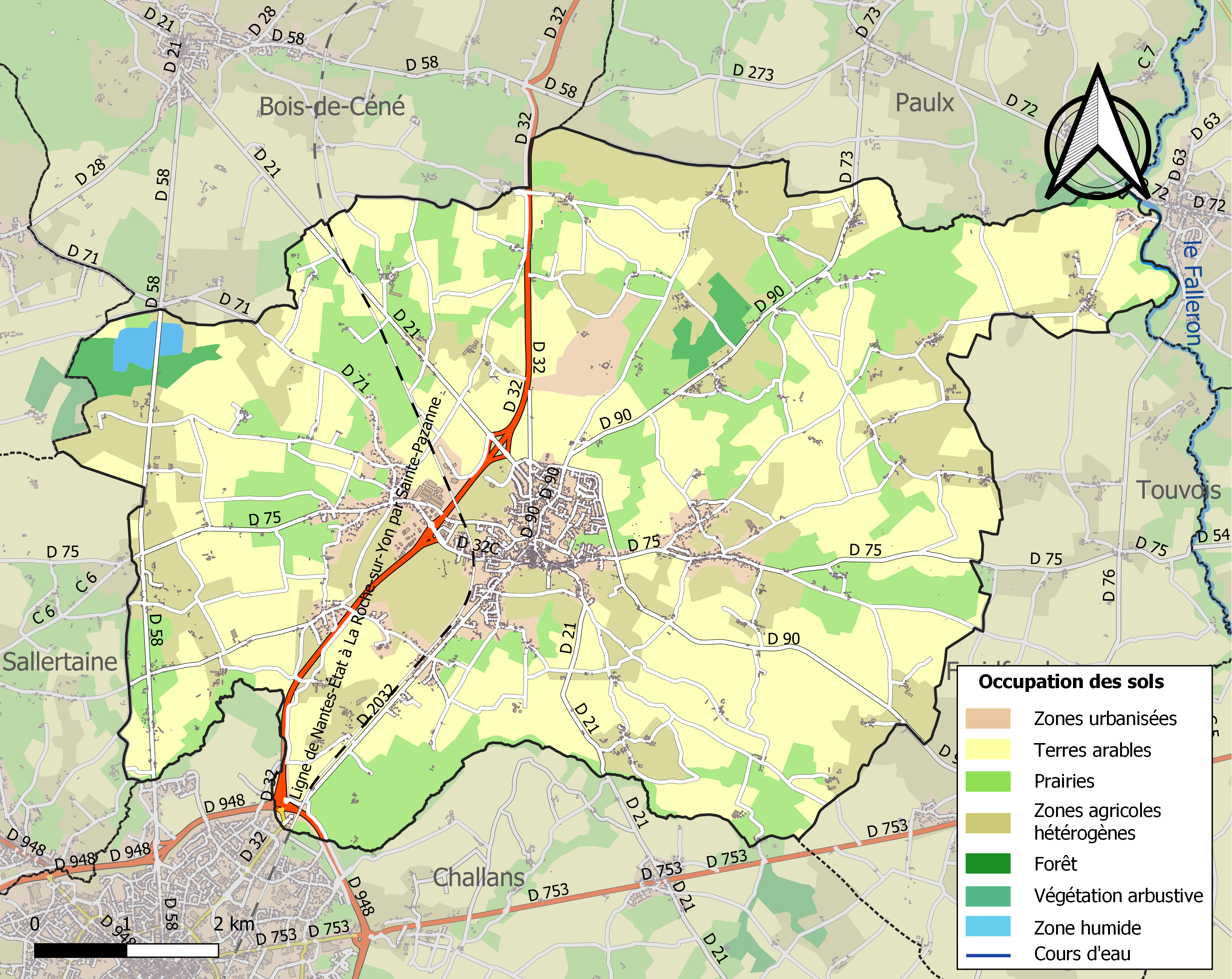
Carte des infrastructures et de l'occupation des sols de la commune en 2018 (CLC).

## Histoire
(avril 2010).
Si vous disposez d'ouvrages ou d'articles de référence ou si vous connaissez des sites web de qualité traitant du thème abordé ici, merci de compléter l'article en donnant les références utiles à sa vérifiabilité et en les liant à la section « Notes et références ».
Environ 1 000 ans avant notre ère, le territoire de La Garnache était situé sur un promontoire dont Beauvoir-sur-Mer était le cap extrême et entouré des marais de Bouin au nord et de Sallertaine au sud.
Deux siècles av. J.-C., la tribu gauloise des Agnutes s'installa dans le pays de Retz, alors couvert d'immenses forêts. C'étaient des marins, des agriculteurs et des éleveurs.
La civilisation romaine laissa des traces de constructions dans la région (Pont-Habert, Déas, Ampan). Le territoire des Agnutes est rattaché à la civitas (circonscription administrative) des Pictons (capitale : Poitiers).
Un monastère dépendant de La Garnache est fondé en 673 dans « l'île d'Hero » (Noirmoutier) par saint Philibert. La commune abrite un cimetière mérovingien.
La dynastie des seigneurs de La Garnache débute vers 1045, sous la dépendance du vicomte de Thouars et s'étend sur un vaste territoire (Beauvoir, Bois-de-Céné, îles de l'île d'Yeu et Noirmoutier, Sallertaine...). Jusqu'en 1214, six seigneurs édifièrent et fortifièrent le puissant château, avant que terres et bâtiments ne passent successivement aux familles de Belleville, de Clisson de Parthenay et de Rohan, puis de Rohan-Chabot. Au XVe siècle la seigneurie de La Garnache était rattachée à la vicomté de Thouars qui appartenait à la famille d'Amboise. Elle passa ensuite aux ducs de Villeroy jusqu'à la Révolution..
La ville est disputée pendant les guerres de Religion entre les calvinistes et les catholiques. Ce fief, faisant partie du Bas-Poitou, dont il ne reste, de son château, que deux tours et les ruines du donjon médiéval, donne son nom à Françoise de Rohan, duchesse de Loudun, que la Maison de Lorraine nomme alors la Dame de La Garnache. Le fils qu'elle a eu des amours du duc de Nemours avec qui elle s'était mariée en secret et usurpe le titre d'Henri de Genevois s'empare du château en 1585. Il est repris en 1588 par les troupes du roi de France Henri III au cours de combats acharnés en plein hiver avec plus de 300 morts côté catholique. En 1622, après la bataille de l'île de Riez contre Soubise, Louis XIII ordonne le démantèlement de la forteresse.
François-Athanase Charette de La Contrie, futur chef de l'Armée catholique et royale, s'établit à La Garnache, au château de Fonteclose, après son mariage, en 1790. Le 14 mars 1793, les paysans qui venaient de s'insurger contre la République viennent le chercher pour en faire leur chef.

## Population et société

### Démographie

#### Évolution démographique
Les habitants de la commune sont appelés les Garnachois.
L'évolution du nombre d'habitants est connue à travers les recensements de la population effectués dans la commune depuis 1793. Pour les communes de moins de 10 000 habitants, une enquête de recensement portant sur toute la population est réalisée tous les cinq ans, les populations de référence des années intermédiaires étant quant à elles estimées par interpolation ou extrapolation. Pour la commune, le premier recensement exhaustif entrant dans le cadre du nouveau dispositif a été réalisé en 2006.

En 2022, la commune comptait 5 413 habitants, en évolution de +9,22 % par rapport à 2016 (Vendée : +5,33 %, France hors Mayotte : +2,11 %).
| 1793  | 1800  | 1806  | 1821  | 1831  | 1836  | 1841  | 1846  | 1851  |
| ----- | ----- | ----- | ----- | ----- | ----- | ----- | ----- | ----- |
| 2 000 | 2 182 | 2 461 | 3 093 | 2 743 | 2 880 | 2 885 | 2 994 | 2 926 |

| 1856  | 1861  | 1866  | 1872  | 1876  | 1881  | 1886  | 1891  | 1896  |
| ----- | ----- | ----- | ----- | ----- | ----- | ----- | ----- | ----- |
| 2 956 | 3 005 | 3 204 | 3 153 | 3 167 | 3 185 | 3 329 | 3 386 | 3 356 |

| 1901  | 1906  | 1911  | 1921  | 1926  | 1931  | 1936  | 1946  | 1954  |
| ----- | ----- | ----- | ----- | ----- | ----- | ----- | ----- | ----- |
| 3 447 | 3 470 | 3 510 | 3 102 | 3 101 | 2 935 | 2 888 | 2 779 | 2 837 |

| 1962  | 1968  | 1975  | 1982  | 1990  | 1999  | 2006  | 2011  | 2016  |
| ----- | ----- | ----- | ----- | ----- | ----- | ----- | ----- | ----- |
| 2 710 | 2 628 | 2 807 | 3 152 | 3 379 | 3 576 | 4 202 | 4 557 | 4 956 |

| 2021  | 2022  | - | - | - | - | - | - | - |
| ----- | ----- | - | - | - | - | - | - | - |
| 5 316 | 5 413 | - | - | - | - | - | - | - |

#### Pyramide des âges
En 2018, le taux de personnes d'un âge inférieur à 30 ans s'élève à 33,7 %, soit au-dessus de la moyenne départementale (31,6 %). À l'inverse, le taux de personnes d'âge supérieur à 60 ans est de 25,6 % la même année, alors qu'il est de 31,0 % au niveau départemental.
En 2018, la commune comptait 2 534 hommes pour 2 541 femmes, soit un taux de 50,07 % de femmes, légèrement inférieur au taux départemental (51,16 %).
Les pyramides des âges de la commune et du département s'établissent comme suit.
| Hommes | Classe d’âge | Femmes |
| ------ | ------------ | ------ |
| 0,6    | 90 ou +      | 2,0    |
| 6,2    | 75-89 ans    | 8,6    |
| 16,9   | 60-74 ans    | 16,8   |
| 20,2   | 45-59 ans    | 19,9   |
| 21,3   | 30-44 ans    | 19,8   |
| 12,9   | 15-29 ans    | 13,7   |
| 21,8   | 0-14 ans     | 19,1   |

| Hommes | Classe d’âge | Femmes |
| ------ | ------------ | ------ |
| 0,8    | 90 ou +      | 2,2    |
| 8,7    | 75-89 ans    | 11,1   |
| 20,3   | 60-74 ans    | 21,3   |
| 20     | 45-59 ans    | 19,4   |
| 17,5   | 30-44 ans    | 16,8   |
| 15     | 15-29 ans    | 13,2   |
| 17,7   | 0-14 ans     | 16,1   |

### Enseignement
- École publique maternelle et primaire Jan-et-Joël-Martel.
- Les écoles maternelle et primaire Sainte-Marie et Saint-Joseph ont été réunies en un établissement pour la rentrée 2010 sous le nom de l'école Notre-Dame-de-la-Source (établissement privé catholique).

### Sports
- Zone de loisirs : à proximité du bourg, le plan d'eau de 3,54 hectares ouvert à la pêche est un espace détente et promenade avec un coin pique-nique. De nombreux sentiers pédestres sillonnent la commune.

## Culture locale et patrimoine

### Lieux et monuments

#### Lieux et monuments remarquables
La commune compte quatre monuments protégés au titre des monuments historiques :
- tumulus dit La Butte Cavalière, inscrit depuis le 7 mai 1960[30] ;
- pierre du Diable, menhir classé depuis le 24 septembre 1934[31] ;
- manoir dit La Vieille Fonteclose (Maison de Charette) dont les façades et les toitures sont inscrites depuis le 5 décembre 1975[32] ;
- château ancien dont les deux tours sont inscrites depuis le 24 avril 1925[33].

#### La Pierre du Diable

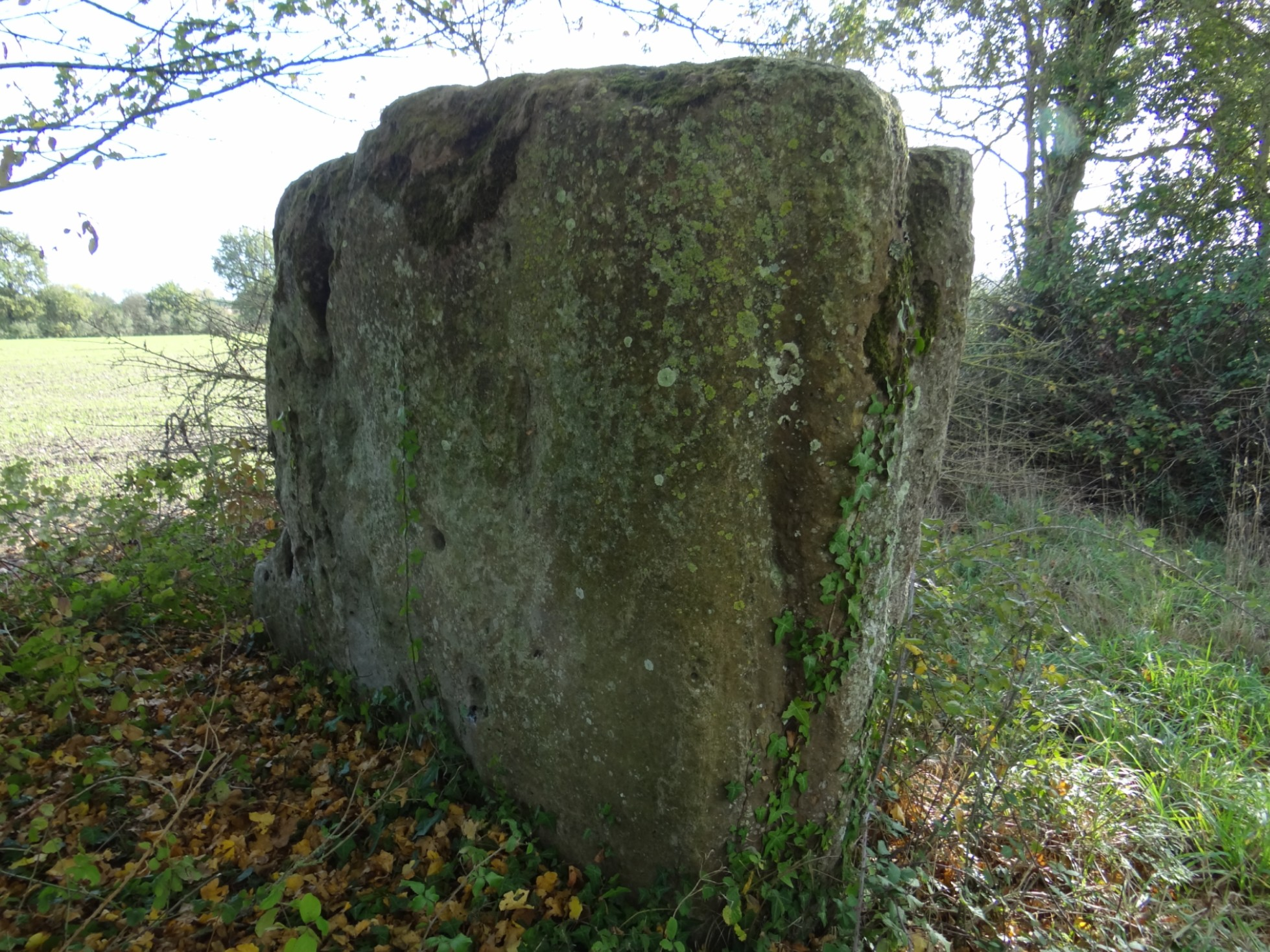
Mégalithe de La Garnache (Vendée) dit « Pierre du Diable ».

Cette pierre méconnue est située en plein champ, sur un îlot boisé, aux frontières de Challans, Sallertaine et de La Garnache. Le docteur Marcel Baudouin en fait une description complète dans le Bulletin de la Société préhistorique de France no 4 de 1925, Le Menhir tombé de La Grande Emonnière, Commune de La Garnache (Vendée). Il indique dans son article avoir découvert ce mégalithe en 1907 (alors propriété de Léon Martel-Boucher, père des sculpteurs Jan et Joël Martel).

#### Autres lieux et monuments
On peut également citer :

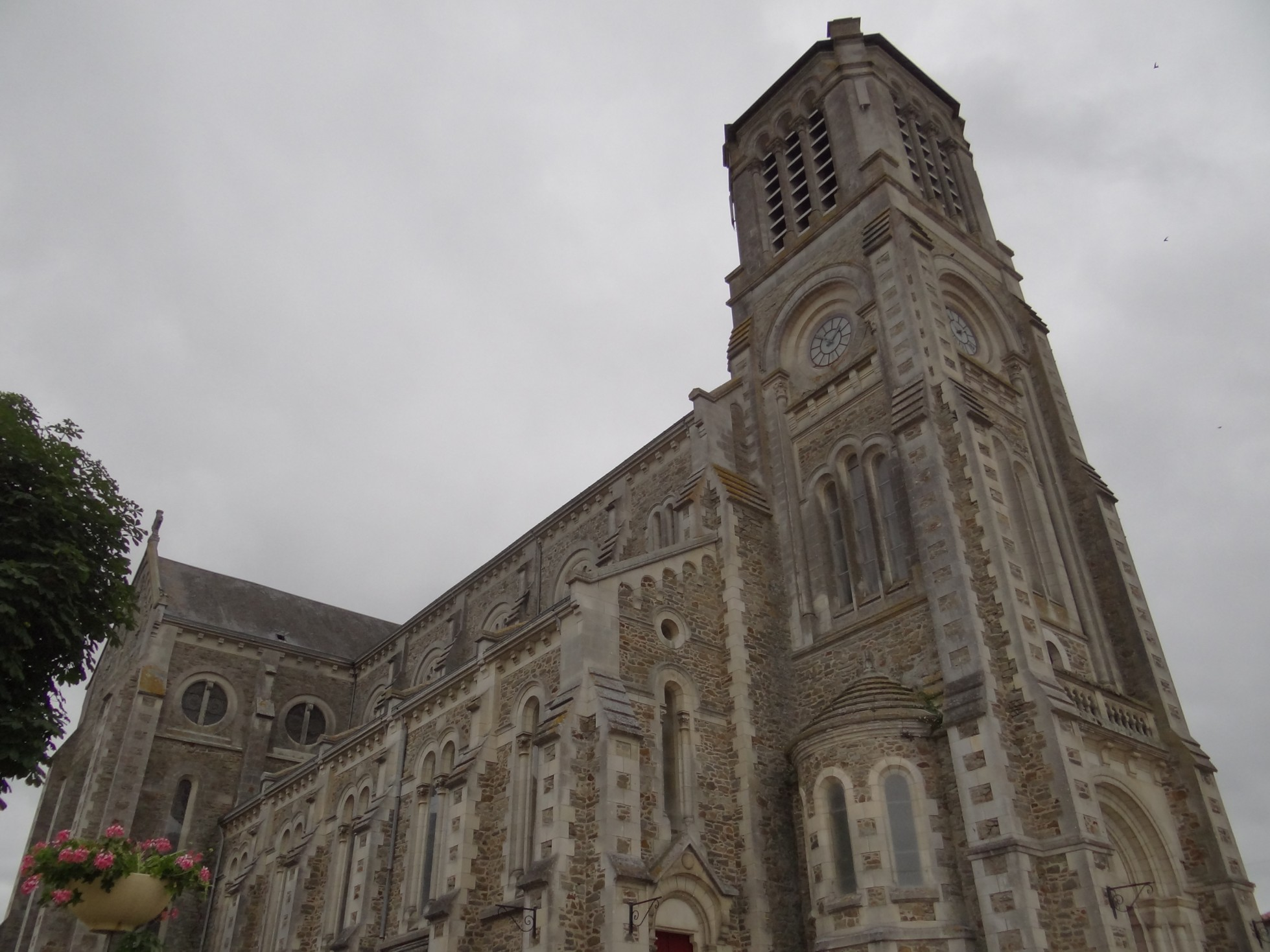
Vue de l'église de La Garnache.

- l’église Notre-Dame, reconstruite au XIXe siècle, ornée d’une Assomption polychrome du XVIIIe siècle, d'un christ de bois, maître-autel et chemin de croix contemporains (à noter, comme l'église de Challans, que l'édifice est orienté « à l'envers », l'abside n'étant pas tournée vers l'Est, ou le Sud-Est - comme Notre-Dame de Paris ou d'Amiens, - mais vers le Nord-Ouest).
- la chapelle Notre-Dame-de-la-Victoire (ancienne chapelle Saint-Léonard), de style gothique. Dédiée à saint Léonard depuis 1150, elle changea de patronage en 1571 pour commémorer la victoire navale de Lépante[34] ou Bataille de Lépante. En ruine après les guerres de Religion, elle fut restaurée à partir de 1711 sur la demande du père Louis-Marie Grignion de Montfort (dans la Revue de la Vendée historique de 1911, on lit également (p. 103) : « Montfort, qui avait construit ou relevé tant de chapelles, affectionnait tout particulièrement celle de la Garnache. Dans son testament, écrit à Saint-Laurent-sur-Sèvre la veille de sa mort, le 27 avril 1716, (on) relève cette clause bien significative : « Je donne trois de mes étendards à Notre-Dame de Toute-Patience, de la Séguinière ; les quatre autres à Notre-Dame de la Victoire, à la Garnache... ». On ne sait ce qu'ils sont devenus ». La « Bannière de Lépante », qui a été restaurée fin 2017 à Nantes par Marie-Flore Lenoir[35], a quant à elle a été commandée par la paroisse de La Garnache en 1888 pour fêter la béatification du père de Montfort. Elle est aujourd'hui une pièce maîtresse des trésors de l'église Notre-Dame de La Garnache. En 2022, des visites guidées de la chapelle sont organisées en juillet et août par l'association Pierres des Marches du Bas Poitou.
- des châteaux du XIXe siècle : château des Planches, château de La Poirière, manoir des Laumiaires ;
- des moulins.
- la motte de Challans

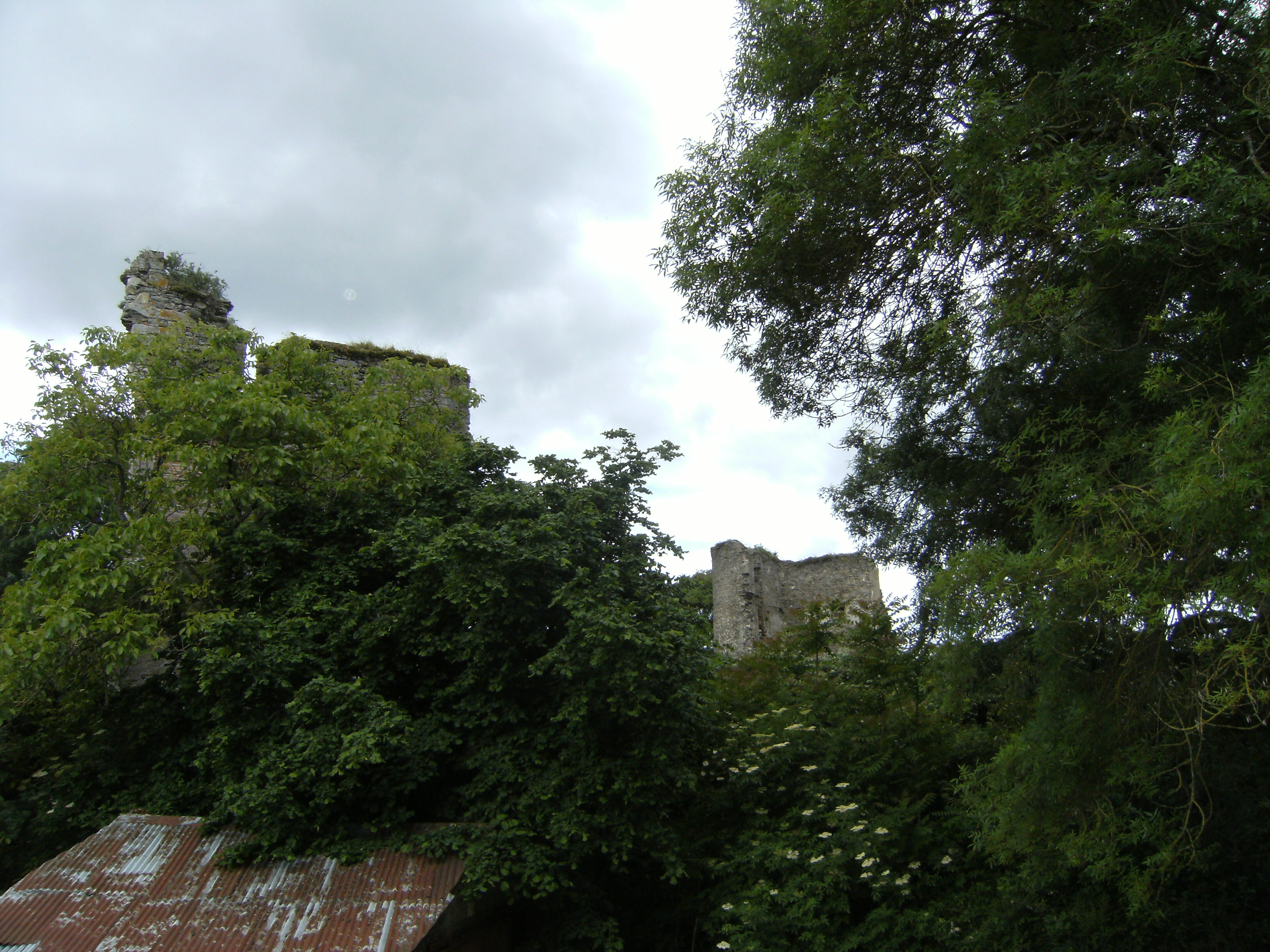
Château de la Garnache.
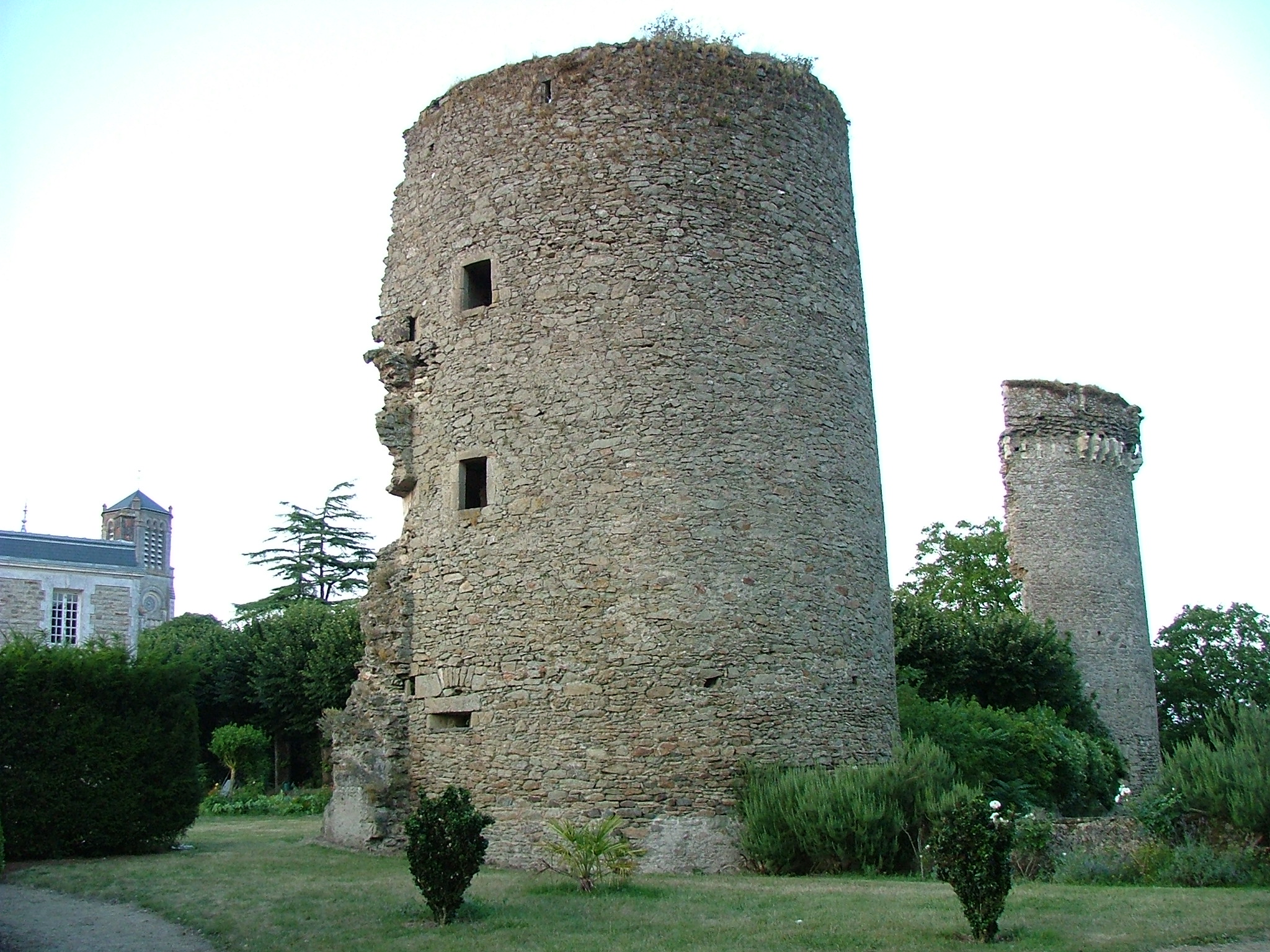
Ruines du château féodal.
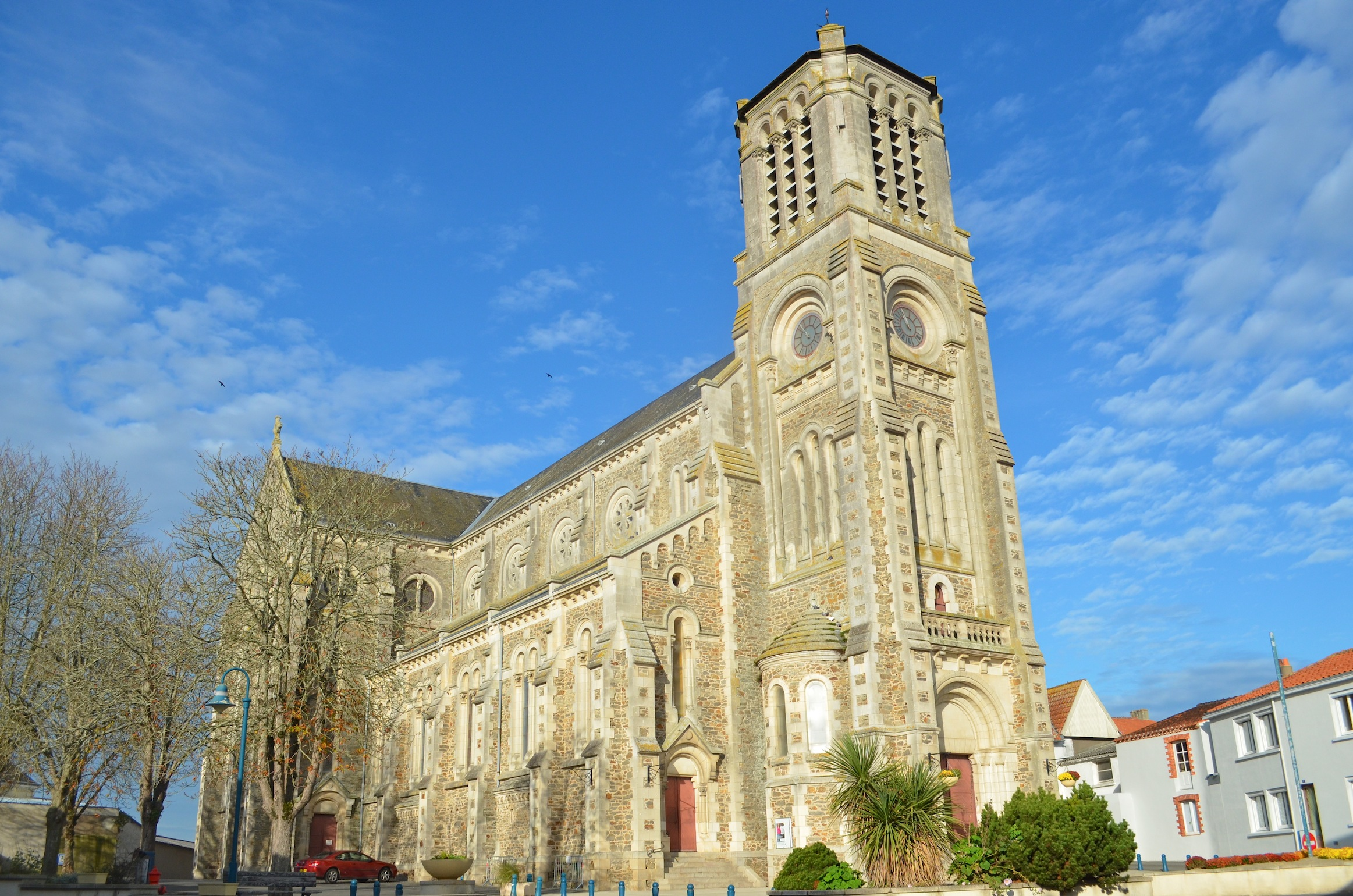
L'église Notre-Dame.
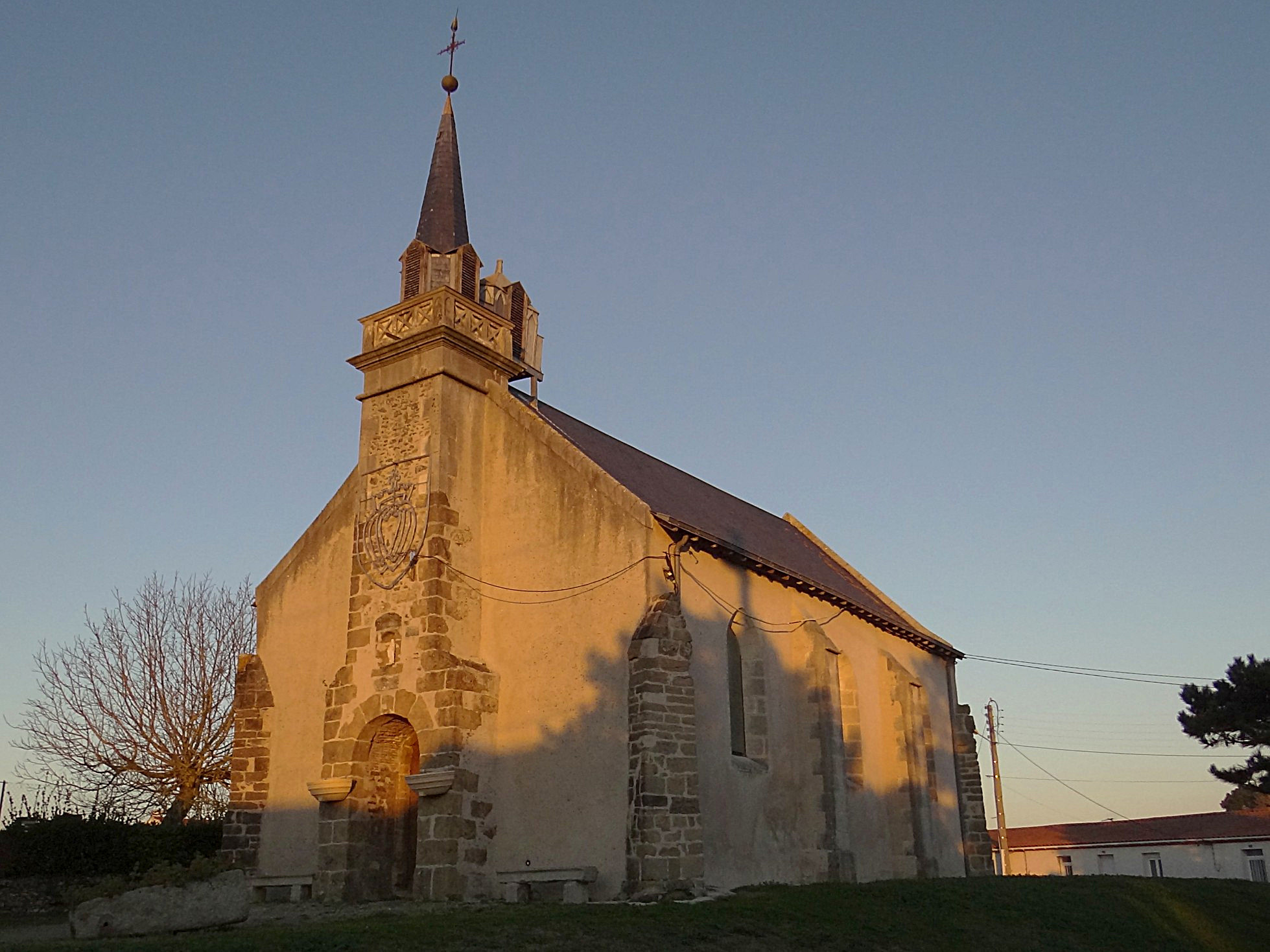
Chapelle Notre Dame de la Victoire à La Garnache.
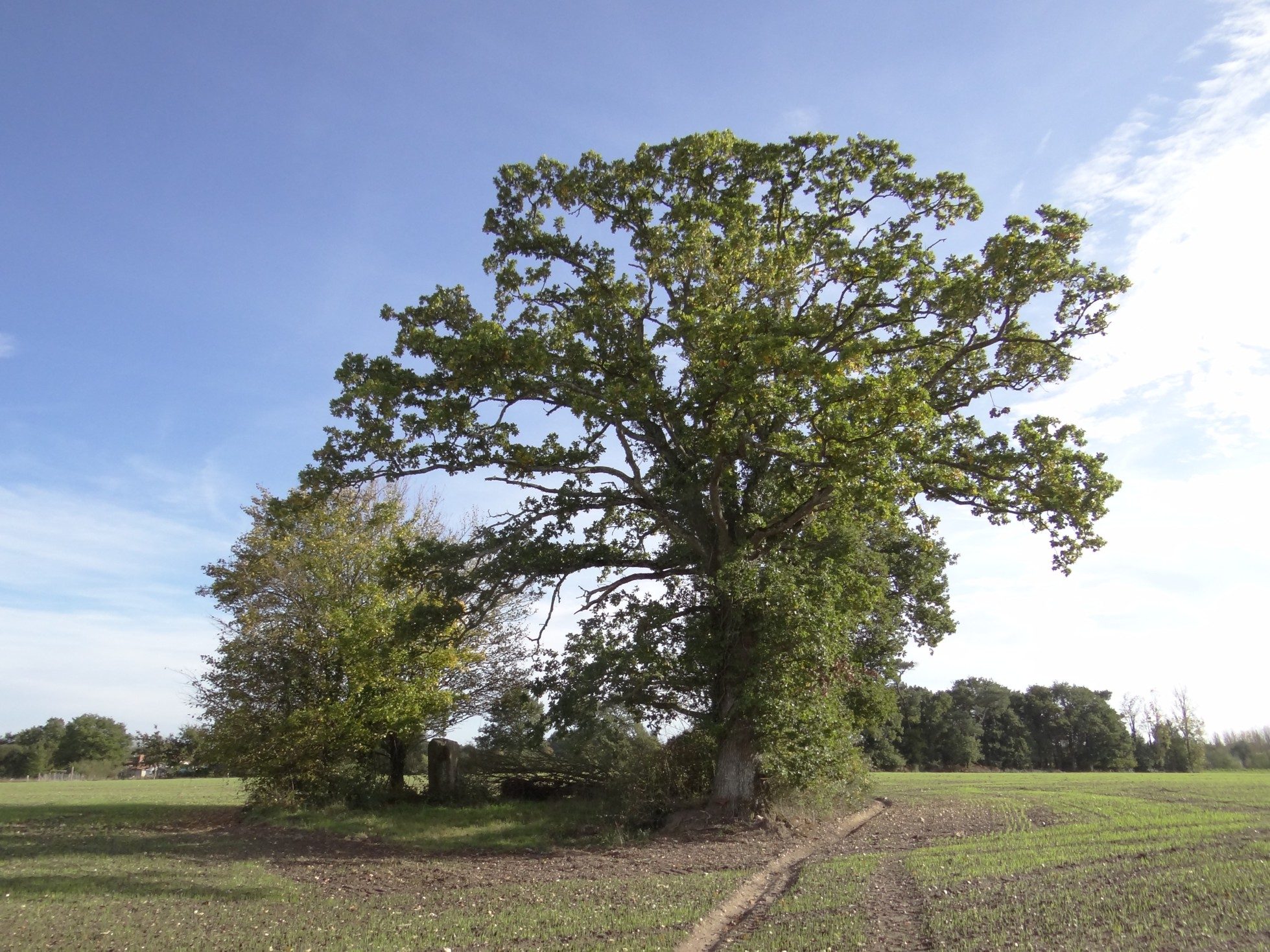
Îlot boisé sur lequel se trouve la Pierre du Diable.

### Équipements culturels
- Musée du passé et des traditions.

### Personnalités liées à la commune
- Françoise de Rohan (v. 1540-1591), dame de La Garnache, duchesse de Nemours pour les protestants, faite duchesse de Loudun par Henri III, protectrice du mathématicien François Viète. Le poète André de Rivaudeau (1540-1580) a dédié des œuvres « A Françoise de Rohan, très-illustre & très-vertueuse princesse, dame de La Garnache et Beauvoir-sur-Mer. »
- Henri du Plessis-Guénégaud (1609-1676), seigneur du Plessis-Belleville, marquis de La Garnache.
- François-Alexandre Tardiveau, né le 20 septembre 1760 à La Garnache et mort le 20 octobre 1819 à Saint-Philbert-de-Grand-Lieu, avocat et homme politique.
- François Athanase Charette de La Contrie (1763-1796), militaire qui s'opposa à la République, surnommé « roi de la Vendée ». Il a habité au manoir de Fonteclose.
- Jean-Michel Fouché (1944-2013), footballeur.

### Héraldique
| Blason | Blasonnement : Parti : au premier, d'or aux sept merlettes d'azur ordonnées en orle, au franc-quartier de gueules ; au second, coupé : au premier, parti d'argent à la moucheture d'hermine de sable et d'or à la fleur de lys d'azur, et au second, d'azur à l'ostensoir d'or. |

## Pour approfondir